# Dinastía Conradina

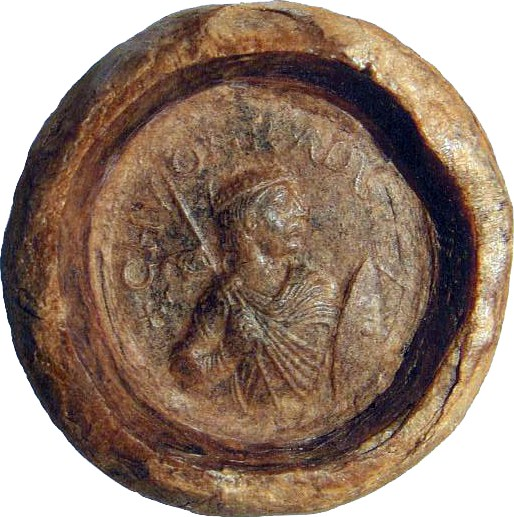
Sello del rey Conrado (911-918)

La dinastía conradina o conradinos o conradiner fueron una dinastía de duques y condes francones entre los siglos VIII y XI que reciben su nombre del duque Conrado el Viejo y su hijo el rey Conrado I de Alemania.

## Historia
La familia se menciona por vez primera en 832, con el conde Gebhard en la región de la baja Lahn. Sus hijos son mencionados en 861 como propinqui (parientes cercanos) de Adelardo el Senescal, que había servido a Luis el Piadoso. Pero el ascenso de la dinastía daría comienzo con Oda, esposa del emperador Arnulfo de Carintia. En vista de su relación familiar con Oda, a menudo se habla de Conrado el Viejo como nepos (sobrino, nieto, descendiente) del emperador. Él y sus hermanos al parecer eran de hecho los parientes más cercanos de Arnulfo, y le apoyaron en su disputa con los condes de Babenberg. Arnulfo les compensó ayudándolos a ampliar sus territorios más allá de sus tierras ancestrales en Hesse, Turingia y las regiones francas a lo largo del río Main.
Tras la muerte de Arnulfo, los conradinos eran los únicos parientes consanguíneos de Luis el Niño, y eso les convirtió en la familia dominante del reino. El hermano de Conrado, Gebhard se convirtió en duque de Lotaringia en 903. En 906, Conrado el viejo y su hijo Conrado el Joven derrotaron decisivamente a los Babenberg en la batalla de Fritzlar, logrando la hegemonía en el ducado de Franconia. Conrado el Viejo murió en la batalla, pero su hijo se convirtió en el nuevo duque de Franconia.
Cinco años después, en 911, tras la muerte de Luis el Niño, el último carolingio en reinar en Francia Oriental, Conrado fue elegido rey como Conrado I —en lugar del carolingio, y rey de Francia Occidental Carlos el Simple—, terminando así con el dominio carolingio en Francia Oriental.
Conrado no tuvo hijos. Tras su fracaso en lograr la unidad y el orden en el Imperio frente a la obstinada oposición de los duques de Suabia, Baviera y Lorena, persuadió a su hermano Eberhard, margrave y posteriormente duque de Franconia, para que renunciara a cualquier aspiración a la corona y recomendó a la nobleza franca  que eligieran como rey al que había sido su más encarnizado enemigo, el poderoso duque de Sajonia, Enrique el Pajarero. Pensaba que era el único capaz de garantizar la unidad entre las tribus alemanas y preservar el Imperio. Eberhard accedió a la petición de Conrado y Enrique fue elegido en el Reichstag de Fritzlar en 919.
Con ello, los conradinos recuperaron su estatus de príncipes locales. El hermano de Conrado, Eberhard, nuevo duque de Franconia, se mantuvo leal a Enrique I y durante un tiempo (926-928) incluso gobernó el conflictivo ducado de Lotaringia, con el propósito de restaurar el orden. Sin embargo, en 939, cuando el hijo de Enrique, Otón el Grande se convirtió en rey y emperador, Eberhard se unió a Arnulfo de Baviera y Thankmar, hijo del primer matrimonio de Enrique, en una rebelión que terminó con la derrota y muerte de Eberhard en la batalla de Andernach y la pérdida del ducado de Franconia.
En 982 la familia recuperó temporalmente el ducado de Suabia, pero sólo lo mantuvieron hasta 1012. En 1036, falleció el último conde conradino, extinguiéndose la línea masculina de la dinastía.

## Genealogía

### Línea primogénita
Gebhard, conde de Lahngau  (Austrasia) (fallecido en 879).
- Udo, conde de Lahngau, casado con Judith, hija de Conrado I, comte d'Auxerre (Welf), et d'Adélaïde de Tours;
  - Conrado el Viejo,  (fall. en Fritzlar en 906), conde en Lahngau, Hessengau, Vetteravia y Wormsgau, margrave de Turingia (892), margrave en Maingau (893); pariente (nepos) del emperador Arnulfo de Carintia, casado con Glismonde (fall. 924), supuesta hija ilegítima de Arnulfo;
    - Conrado el Joven (fall. 918), conde de Hessengau, margrave de Maingau, duque de Franconia 906-911, elegido rey de Francia Oriental el 10 de noviembre de  911; casado con Cunegunda (fall. 915), hermana del conde palatino Erchanger de Suabia y nieta del rey carolingio Luis II de Germania , viuda del margrave Leopoldo de Baviera.
    - Everardo (c. 885-939), duque de Franconia 912-939, conde en Hessengau y Lahngau, margrave en Maingau;
      - Conrado, conde en Lobdengau;
        - Meingaud, conde en Maingau y en Lobdengau;

    - Otón (fall. después de 918), conde de Ruhrgau y en Lahngau;

  - Everardo (fall. cerca de Bamberg en 902/903), conde en Lahngau y Ortenau, casado con Wiltrude, hija de Walaho IV, conde en Wormsgau;
    - Conrado Kurzbold (fall. 948), conde en Wormsgau, en Lahngau, en Ahrgau y en Lobdengau;
    - Gebhard (fall. después de 947), conde en Ufgau (Bade); casado con una hija del conde Herbert I de Vermandois (carolingios);
    - Eberhard (fall. 944), conde en Bonngau;
      - Conrado (fall. 982), conde en Rheingau y en Ortenau; casado con  Judith de Turingia;
        - Conrado, conde en Rheingau, en Ufgau y en Ortenau; possiblement identique au duc Conrado I de Suabia  (fall. 997);

      - Drutwin I, conde en Esterau;
        - Drutwin II, conde en Königssondergau;
        - Ruprecht (fall.  975), archevêque de Mayence 970-975;

      - Udo (fall.  982 en Calabre), conde en Nassau;
      - Judith (fall.  973); casada con Henri (fall.  976), conde en Heilangau (Sajonia);

    - una hija, casada Werner, conde en Nahegau, progenitor de la dinastía Salia;

  - Gebhard, duque de Lotaringia (fall. 910 cerca de Augsburgo), conde en Rheingau y Vetteravia, duque de Lotaringia 903-910);
    - Herman I, duque de Suabia (fall. 949);
    - Odón (fall. 949), conde en Veteravia, en Rheingau y en Lahngau, casado con Cunigunda, hija deHerbert I, Conde de Vermandois;
      - Heribert (925-992), conde en Kinziggau y en Vettéravie; casado con Irmtrude (fall. 1020), hija del conde Mégingoz de Gueldre y hermana de Adélaïde de Villich conde en el Wetterau;
        - Ermentrude (972-1015), esposa del conde Federico de Luxemburgo;
        - Otto de Hammerstein (975-1036), conde de Zutphen, casado con Ermengarde, hija de Godfrey I, conde de Verdun  (maison d'Ardenne), y de Mathilde de Sajonia;
          - Udo (fall. 1034);
          - Mathilde, casada con  Liudolf de Bonnegau (fall. 1031), comte de Zutphen (Ezzonides);

        - Gebhard (fall. 1016), conde;
        - Irmtrude (fall. después de 1015); casada con  Frédéric de Luxembourg (fall. 1019), conde en Moselgau (casa de Ardenas);
        - Gerberge (fall. después de 1036); casada con  Henri de Schweinfurt (fall. 1017), conde en Nordgau (Baviera);

      - puede ser Conrado, posiblemente idéntico al duque Conrado I de Suabia  (fall. 997);

    - Hermann I de Suabia (fall. 949), duque de Suabia 926-949, conde en Lahngau; casado con  Regelinda (fall. 958 à Ufenau), hija del conde  Eberhard de Zúrich y viuda del duque Burchard II de Suabia;
      - Ida (fall. 986), casada con Liudolf (fall. 957), duque de Suabia 950-954 (otonianos);

  - Rudolph (fall. 908), obispo de Würzburg  892-908;
- Waldo, abad de San Maximino en Trier 868-879;
- Bertulf, arzobispo de Trier a partir de 869 hasta 883;
- Berengario (fall. después de 879), conde de Hessengau;
  - Ota, esposa de Arnulfo de Carintia.

### Línea cadete
Conrado I, duque de Suabia (fall. 997), también Kuno de Öhningen, origen incierto, probablemente, nieto del conde Gebhard de Ufgau; esposo de Richlint, un vástago de la dinastía sajona.
- Herman II, Duque de Suabia (fall. 1003), casado con Gerberga, hija del rey Conrado de Borgoña;
  - Matilda (988-1032), esposa de Conrad I, duque de Carintia, y luego de Federico II, duque de la alta Lorena;
  - Gisela (989-1043), casada con Bruno I, conde de Brunswick, Ernesto I, duque de Suabia, y Conrado II, emperador del Sacro Imperio;
  - Beatriz (fall. después de 1025), casada con Adalberón, duque de Carintia
  - Germán III, duque de Suabia (fall. 1012);
- una hija (?), casada con el Gran Príncipe Vladimir I de Kiev.